# Saxtorps kyrka
Saxtorps kyrka är en kyrkobyggnad i Saxtorp, drygt en mil söder om Landskrona. Kyrkan tillhör från 2010 Häljarps församling i Lunds stift.

## Kyrkobyggnaden
Kyrkan är ursprungligen från 1100-talet och byggd i romansk stil. Från början var innertaket platt och gjort av trä, men under 1300-1400-talen byttes det mot valvtak i tegel. Så småningom dekorerades både valven och flera väggpartier med kalkmålningar.
Under 1800-talet gjordes stora ingrepp i kyrkan. Det medeltida koret revs och man förlängde kyrkan åt öster. Dessutom byggdes en ny korsarm i norr. Här byggdes en läktare där orgeln placerades. Tornet färdigställdes 1885. I början av 1950-talet murade man för tvärskeppet mot norr, skapade en ny orgelläktare och placerade där (1956) en ny orgel tillverkad i Danmark. Dessutom skapades plats både för sakristia och vissa förvaringsutrymmen.

## Inventarier
- I valvbågen mellan långhus och kor hänger ett triumfkrucifix, från tidig medeltid.
- Det finns några unika bevarade träfigurer i kyrkan. De härrör också från medeltiden och har kanske ingått i ett större altarskåp: Maria på månskäran, en påve med vinkanna och kalk och ett helgon med handkors.
- Predikstolen är från början av 1600-talet och visar i sina olika fält de fyra evangelisterna: Matteus, Markus, Lukas och Johannes.
- Altartavlan skänktes år 1745 av grevinnan Cronhielm på Knutstorp i Kågeröd, och har motiv från olika delar av Jesu liv.
- Dopfunt, gjord i sandsten. Den är samtida med takmålningarna.

## Klockor
- Stora klockan blev gjuten 1593. En vådeld skadade klockan så den blev omgjuten 1770 av Andreas Wetterholtz, Malmö. På klockan finns inskriptioner om händelser och de ämbetsmän som verkade vid tiden för omgjutningen.[1]
- Lilla klockan skall vara gammal. Drabbades av en vådeld 1714. Blev omgjuten 1740 av Andreas Wetterholtz, Malmö. På klockan finns inskriptioner på de kyrkliga ämbetsmän och församling som bekostade omgjutningen.

## Orgel
- 1876 flyttades en interimsorgel hit från Lunds domkyrka. Den byggdes 1868 av Marcussen & Sön, Aabenraa, Danmark och hade 10 stämmor. Orgeln utökades senare till 18 stämmor.
- Den nuvarande orgeln byggdes 1955 av Th Frobenius & Co, Lyngby, Danmark och är en mekanisk orgel.

| Ryggpositiv I | Bröstverk II | Pedal      | Koppel |
| Rörflöjt 8´   | Gedackt 8´   | Subbas 16´ | I/P    |
| Principal 4´  | Rörflöjt 4´  | Gedackt 8´ | II/P   |
| Gemshorn 2'   | Quintatön 2' |            | II/I   |
| Scharf 2 chor | Oktava 1'    |            |        |